# Budynek biurowy Bergenske w Gdyni
Budynek biurowy Bergenske w Gdyni, Dom Bergtransu, współcześnie nazywany też Budynkiem Komendy Miejskiej Policji – zabytkowy obiekt, mieszczący się w Śródmieściu Gdyni przy ul. Portowej 15 róg Św. Wojciecha. 

## Historia
Został zrealizowany w latach 1935-1937 przez norwesko-polską firmę maklerską - Towarzystwo Żeglugowe Bergtrans Sp. z o.o. w Gdańsku, której większościowym udziałowcem była firma żeglugowa Det Bergenske Dampskibsselskab z Bergen, udziałowcem również Władysław Potocki. Dyrektor Lars Usterud Svendsen pełnił też funkcję konsula Norwegii. Budynek był też siedzibą Związku Gdyńskich Ekspedytorów Portowych oraz redakcji "Kuriera Bałtyckiego".
W okresie II wojny światowej budynek pełnił funkcję Prezydium Policji (Polizeipräsidium). 
Od 1946 mieściło się w nim cały szereg firm żeglugowych: 
- Gdynia-Ameryka Linie Żeglugowe S.A. (Gdynia-America Shipping Lines Ltd.) (1949-1950),
- Żegluga Polska Ltd. (1949-1950),
- Polsko-Brytyjskie Towarzystwo Okrętowe S.A. (Polish-British Steamship Co.) (1949-1950),
- Polska Zjednoczona Korporacja Bałtycka (United Baltic Corporation) (1949),

- Konsulat Wielkiej Brytanii (1949-1950).

W 1946 część pomieszczeń zajmowała Komenda Miejska Milicji Obywatelskiej (ul. Portowa 13), którą przeniesiono do budynku przy ul. Świętojańskiej 10 (od 1949). W 1951 w budynku ulokowano Miejski Urząd Bezpieczeństwa Publicznego a następnie Komendę Miejską Milicji. Od 1990 jej sukcesorem jest Komenda Miejska Policji. W budynku mieściło się też kino „Mimoza” (1956-1968).

## Prawo własności
1954 roku Prezydium Wojewódzkiej Rady Narodowej wydało decyzję o wywłaszczeniu dotychczasowych właścicieli. W 1954 r. władze Norwegii zgłosiły roszczenie wobec rządu Polski w sprawie nacjonalizacji nieruchomości. Od 2003 roku toczy się postępowanie w sprawie własności budynku. Spółka Bergtrans wystąpiła o unieważnienie decyzji o wywłaszczeniu.